# Hautefage
Hautefage – miejscowość i gmina we Francji, w regionie Nowa Akwitania, w departamencie Corrèze.
Według danych na rok 1990 gminę zamieszkiwało 309 osób, a gęstość zaludnienia wynosiła 13 osób/km² (wśród 747 gmin Limousin Hautefage plasuje się na 350. miejscu pod względem liczby ludności, natomiast pod względem powierzchni na miejscu 271.).